# Эрнст, Сипке
Сипке Эрнст (нидерл. Sipke Ernst; 8 января 1979) — нидерландский шахматист, гроссмейстер (2007).
Многократный участник чемпионатов Нидерландов. Лучшее достижение — делёж 1—2 мест с Л. Ван Вели в 2017 (уступил последнему в тай-брейке со счётом 1½ : ½).
В составе сборной Нидерландов участник 35-й Олимпиады (2002) в Бледе и 17-го командного чемпионата Европы (2009) в Нови-Сад.

## Изменения рейтинга
| Графики недоступны из-за технических проблем. См. информацию на Фабрикаторе и на mediawiki.org. |